# Off the Hook
”Off the Hook” er en sang fra det engelske rock ’n’ roll band The Rolling Stones.
Musikerne der indspillede sangen var følgende. Mick Jagger sang, mens Keith Richards og Brian Jones spillede de elektriske guitarer, hvor Richards spillede soloen. Trommer og bass blev spillet af henholdsvis Charlie Watts og Bill Wyman. Koret var Jagger og Richards . 
Den blev udgivet som b-side til singlen ”Little Red Rooster”, og på albummerne The Rolling Stones No. 2 og The Rolling Stones, Now! i 1964. Singlen, der kun blev udgivet i England, fik en 1. plads på den engelske chart . 